# Jean-Christophe Delpierre
Pour les articles homonymes, voir Delpierre.
Jean-Christophe Delpierre est un journaliste et éditeur français. Il a dirigé de nombreux magazines tels que Beaux Arts magazine, Science-Fiction magazine, Vivre plus et Fluide glacial. Au cours de sa carrière, il a dirigé plusieurs collections et des maisons d'édition comme AUDIE, Dargaud, Éditions Chronique...

## Biographie
Après une scolarité au lycée Condorcet à Paris, il suit la formation de Communication visuelle à l'Ecole Estienne.
En 1978, il devient journaliste et collabore à de nombreux magazines. En 1981, il fonde l'agence de publicité Point-Virgule puis devient producteur d'émissions de jeux pour FR3, avant de créer une collection chez J'ai Lu à l'époque de Jacques Sadoul, qui l'engage pour diriger pendant douze années le magazine Fluide glacial, de 1989 à 2001.
Au début des années 2000, il rejoint le groupe Media Participation et participe au lancement du magazine Vivre plus. Il devient ensuite directeur général de Dargaud et préside la branche Mediatoon du groupe jusqu'en 2011, année où il fonde Delpierre & Co. En 2014, il crée la maison d'éditions Delpierre.
En novembre 2018, il reprend le poste de rédacteur en chef de Fluide glacial à la suite du départ de Yan Lindingre.